# خایدوکووشچزنا
خایدوکووشچزنا (به لهستانی:  Hajdukowszczyzna) یک روستا در لهستان است که در گمینا نارو واقع شده‌است.